# Neudamm (Namibia)

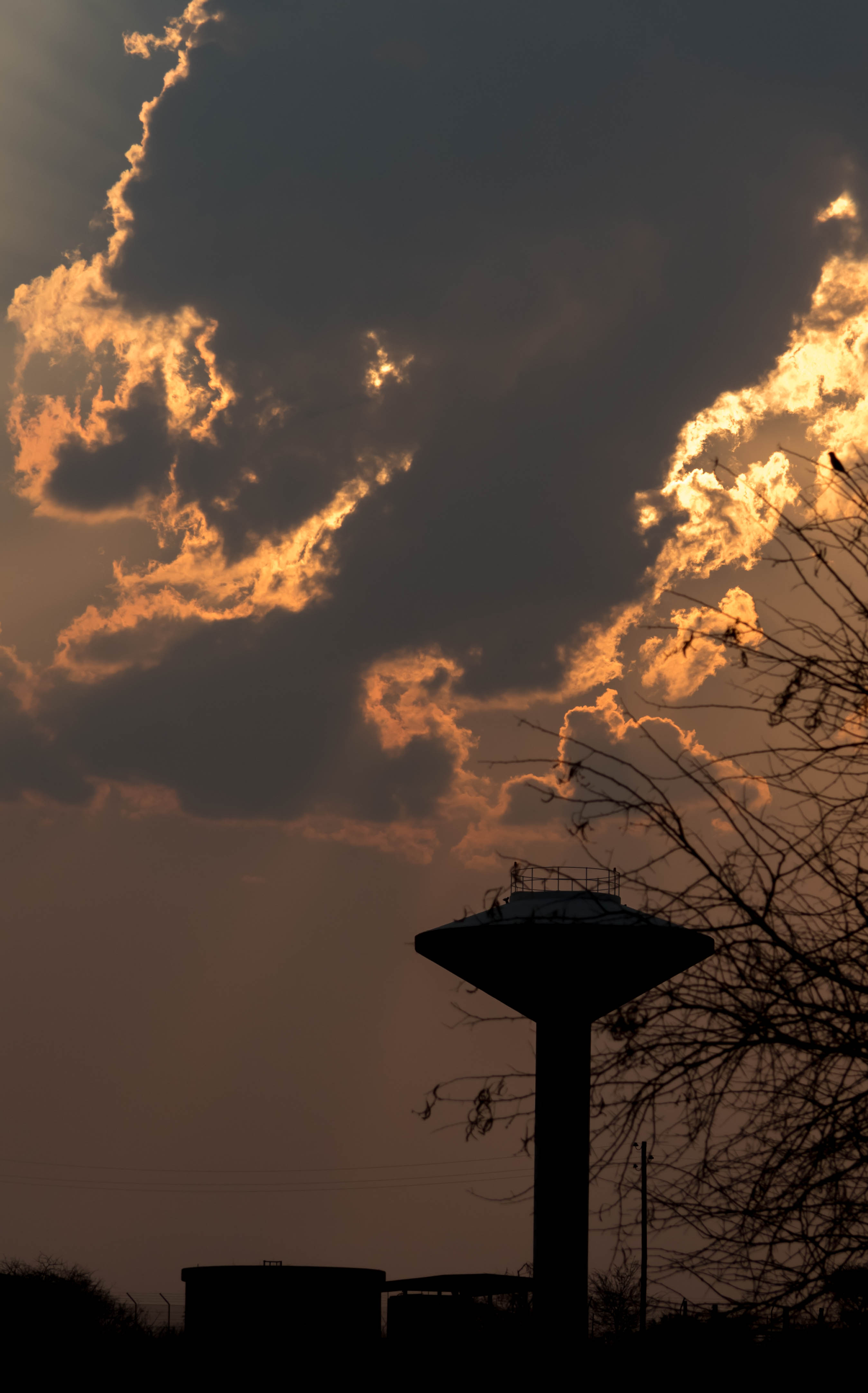
Auf Farm Neudamm (2015)

Neudamm ist eine Farm, Ansiedlung und Universitätscampus in der Region Khomas im zentralen Namibia. Es liegt zwischen Windhoek und dem Hosea Kutako International Airport östlich der Hauptstadt an der Nationalstraße B6.
TransNamib betrieb einen Haltepunkt auf Neudamm.
Das gesamte Areal ist ein Campus der Universität von Namibia für landwirtschaftliche Ausbildung und Versuchslandwirtschaft.

## Geschichte
In der deutschen Kolonialzeit war Neudamm ein Platz, Poststation und hatte bereits eine landwirtschaftliche Versuchsstation, die 1911 begründet wurde. Zu dieser Zeit wurden an der Station Forschungen zu praktischen Fragen des Ackerbaus durchgeführt, insbesondere vergleichende Anbauversuche mit Getreidearten und Futterpflanzen und Versuche  mit dem Verfahren des sog. „Trockenfarmens“ (auch: Trockenfeldbau). Die Ergebnisse wurden in Landwirtschaft!, einer Beilage zum Amtsblatt für Deutsch-Südwestafrika veröffentlicht.
Zur Zeit der Zugehörigkeit Namibias zur Südafrikanischen Union 1928 wurde die landwirtschaftliche Ausbildung in Neudamm eingerichtet, die Bahnstrecke wurde 1930 in Betrieb genommen.